# Kurt Maas

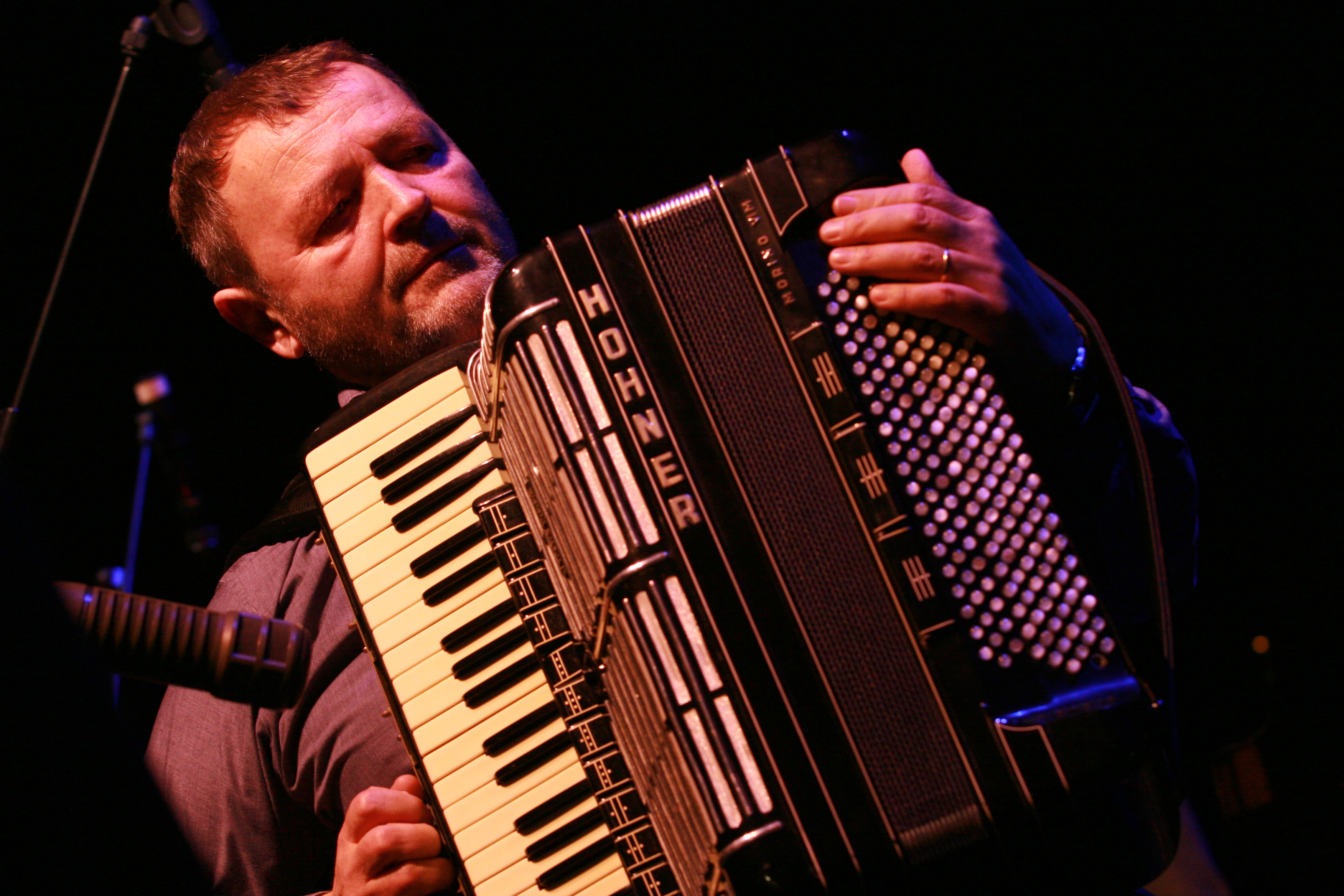
Kurt Maas mit Akkordeon

Kurt Maas (* 4. September 1942 in Neusattl, Sudetenland; † 6. Mai 2011 in Pöcking) war ein deutscher Jazzmusiker und Musikpädagoge.
Er war maßgeblich am Aufbau der Jazz-Abteilung des Richard-Strauss-Konservatoriums München, dem heutigen Jazz-Institut der Hochschule für Musik und Theater München, beteiligt.

## Leben und Wirken
Nach dem Krieg musste Maas im Zuge der Vertreibung aus dem Sudetenland seine Heimat verlassen und floh mit seiner Mutter nach Franken. Mit neun Jahren erhielt er Akkordeon-Unterricht und fasste unter dem Einfluss des amerikanischen Jazz-Akkordeonisten Art Van Damme früh den Entschluss, einmal Akkordeon zu studieren. Auf Wunsch seiner Eltern absolvierte er eine Ausbildung zum Großhandelskaufmann. Gleich danach zog er mit 16 Jahren nach Trossingen, um dort am Hohner-Konservatorium bei Hubert Deuringer Akkordeon zu studieren. Nach dem dreijährigen Studium gründete Maas 1962 ein Trio, mit dem er als Schiffsmusiker im Linienverkehr zwischen Amerika und Europa für die Home Lines Reederei arbeitete. Im Dezember 1963 erhielt er von der Reederei eine Gratisüberfahrt nach Amerika, um dort am Berklee College of Music in Boston Jazz-Komposition und Arrangement zu studieren.

### Musikalischer Werdegang

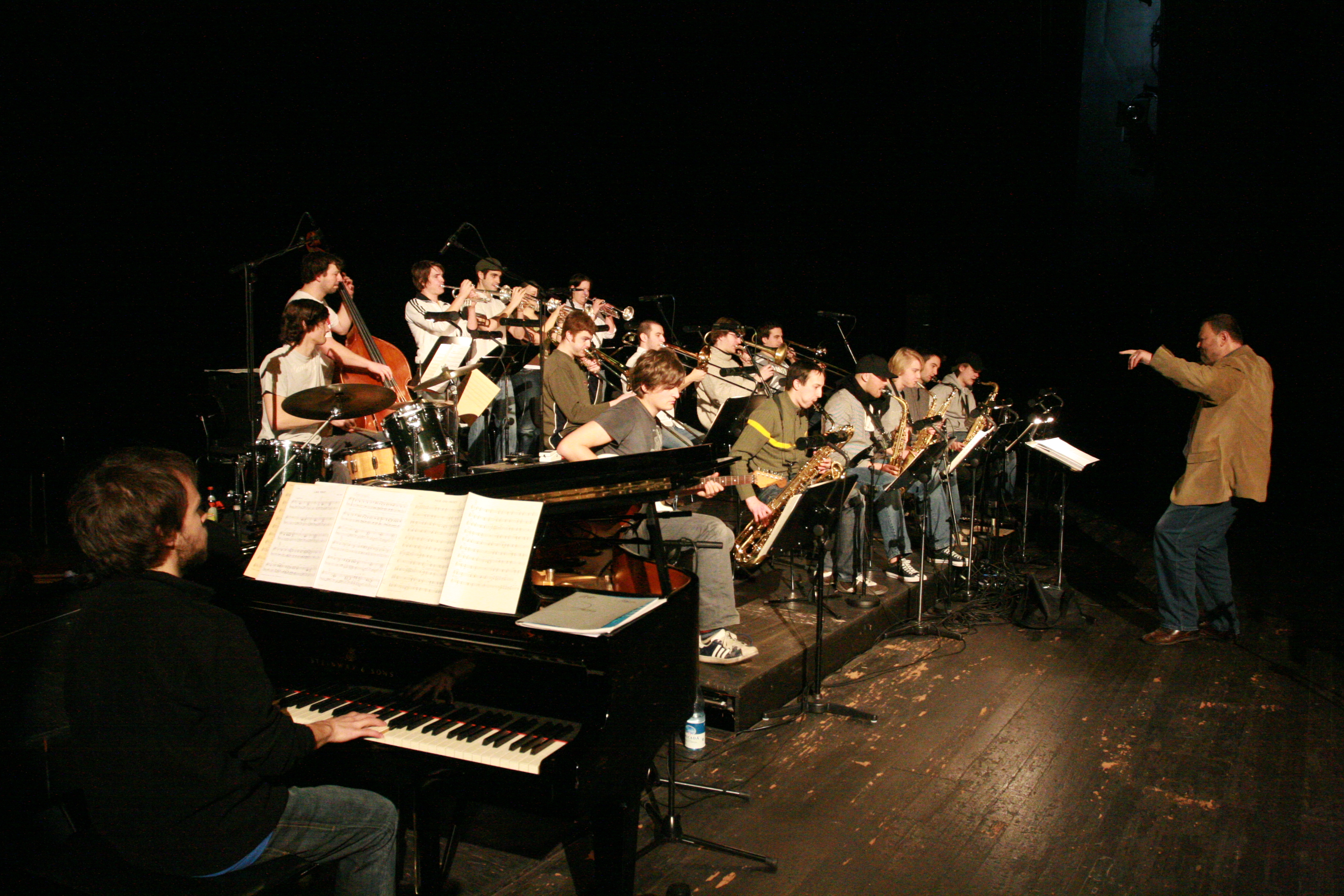
Kurt Maas und die Big-Band des Richard-Strauss-Konservatorium

Nach seiner Rückkehr nach Deutschland 1965 tourte Maas zunächst mit unterschiedlichen Formationen durch Deutschland, Schweden, die Tschechoslowakei und Italien und spielte in amerikanischen Clubs in München und anderen bayerischen Städten. 1971 übernahm Maas die Leitung der 1962 von Rudi Nagora gegründeten Rehearsal Big-Band, in der u. a. Heinz Schellerer, Toni Ketterle, Jimmy Polivka oder Dave King mitspielten. Es folgten Auftritte im Domicile und im Jazz-Keller in der Türkenstraße (München), sowie Livemitschnitte des Bayerischen Rundfunks.
Anfang der 70er Jahre verlagerte Maas sein Interesse zunehmend auf pädagogische Tätigkeiten. Er unterrichtete Musiker wie Thomas Fuchsberger, Etienne Cap, Max Greger junior, Georges Delagaye, Jörg Evers in Arrangement und Komposition.
Jazzpädagogische Pionierarbeit leistete Maas, als er 1972 erstmals am Richard-Strauss-Konservatorium München die Fächer Rhythmus, Phrasierung, Improvisation und Arrangement als freiwillige Zusatzfächer unterrichtete. Da seinerzeit noch kein eigenständiger Jazz-Studiengang existierte, gründete Maas die Big Band der Münchner Musikstudenten, in der jeder Student, der sich für Jazz interessierte, mitspielen konnte.
Über die Jahre sammelten dort zahlreiche Studenten, darunter auch Claus Reichstaller, Harald Rüschenbaum, Peter Tuscher und Thomas Zoller, prägende Big-Band-Erfahrungen. Die Big-Band hatte zahlreiche Auftritte in München, so z. B. zusammen mit Benny Bailey in der Unterfahrt oder regelmäßig auf der Jazznacht im Gasteig. Auf Empfehlung von Max Frey nahm Maas 1979 eine Stelle als Lehrbeauftragter an der Hochschule für Musik und Theater München im Fachbereich Schulmusik an. Dort unterrichtete er Grundlagen der Jazz- & Rockmusik sowie schulpraktisches Klavierspiel. Während dieser Zeit entwickelte er jazzdidaktische Unterrichtsmethoden für Jazzphrasierung und Improvisation.

### Aufbau der Jazz-Abteilung
Sein konstantes Bemühen, auch in München ein Jazzstudium als eigenständiges Hochschulfach zu etablieren, scheiterte zunächst trotz hochkarätiger Unterstützung am Einspruch des Finanzministeriums. Erst als Martin Maria Krüger 1987 als Leiter des Richard-Strauss-Konservatorium die Nachfolge von Peter Jona Korn antrat, waren positive Weichen für ein Jazzstudium in München gestellt. Im Oktober 1991 wurde Jazz als Hauptfach eingeführt. Dies beinhaltete auch die Gründung eines neuen Fachbereichs, den Kurt Maas zunächst kommissarisch, und ab 1995 bis zu seiner Pensionierung 2008 leitete. Er konzipierte das gesamte Studienangebot für Jazz und konnte zahlreiche namhafte Kollegen, wie z. B. Leszek Zadlo, Leonid Chizhik, Claus Reichstaller, Paulo Cardoso, Tizian Jost, Peter O’Mara, Hermann Breuer oder Thomas Zoller dazugewinnen. Die Jazzabteilung wird seit der Eingliederung des Richard-Strauss-Konservatoriums in die Hochschule für Musik und Theater München 2008 von Claus Reichstaller geleitet.

### Unternehmerische Tätigkeiten
1969 bot Lawrence Berk, der Gründer des Berklee College in Boston, Maas an, die Verlagswerke des Berklee College in Deutschland zu vermarkten. Amerikanische Noten, insbesondere Big-Band Arrangements, waren zu dieser Zeit in Deutschland nicht erhältlich. Die zunehmende Nachfrage dieser Noten führte zur Gründung des Notenversands Kurt Maas, welcher im Verlauf der Zeit sein Sortiment stetig ausbauen und mit dem Einstieg in den Online-Handel die Marke alle-noten.de etablieren konnte.
Des Weiteren gründete Kurt Maas 1980 zusammen mit Wolfgang Hamann die Firma Amadeus Music Software, welche eines der ersten Notensatzprogramme entwickelte.

### Sonstige Tätigkeiten
Kurt Maas betätigte sich neben seiner Dozententätigkeit viele Jahre als Studiomusiker und Komponist. So schrieb und spielte er Musik für einige Filme von R.W. Fassbinder, komponierte Trailer zu Dokumentar- und TV-Filmen (Bayern-Kini), arbeitete über ein Jahrzehnt als Bühnenmusiker am Residenztheater München und an den Münchner Kammerspielen, schrieb diverse Bühnenmusiken (u. a. für Gerhard Loew) und etliche Kompositionen und Arrangements für Bigband (unter anderem für Max Greger, Hugo Strasser, Erwin Lehn) sowie für Combo und Chor.
Ferner entstanden Veröffentlichungen zu Jazzharmonielehre (Der musikalische Satz) und Rhythmus/Phrasierung (1000 Rhythmus Patterns). Darüber hinaus gab er zahlreiche Meisterkurse und leitete das Jazz-Ensemble des Landesjugend-Akkordeonorchester Bayern. Maas war auch ein gefragter Juror im bayerischen Musikrat.
Privates
Kurt Maas hat aus erster Ehe einen Sohn sowie drei Söhne und eine Tochter aus zweiter Ehe. Bis zu seinem Tod lebte er in Pöcking am Starnberger See.

## Kurt Maas Jazz Award
Zum Gedenken an Kurt Maas vergab das Jazz-Institut der Hochschule für Musik und Theater München 2013 erstmals den Kurt Maas Jazz Award. Der Preis dient der Förderung junger, talentierter Jazzmusiker des Jazz Instituts und wird alle zwei Jahre von Camilo Dornier, einem Berkleeabsolventen und ehemaligen Studenten von Kurt Maas, gestiftet, zuerst 2013.
Die Preisverleihung findet im Gasteig statt, wo die Preisträger die Möglichkeit haben, sich in einem Konzert vorzustellen. Auf den Preisträgerkonzerten traten zudem u. a. Abe Laboriel, Dusko Goykovich und Leonid Chizhik auf. Hauptpreis ist ein fünfwöchiger Studienaufenthalt am Berklee College of Music in Boston. Der zweite Preis ist mit einem Auftritt im Nightclub des Bayerischen Hofs verbunden, der dritte Preis besteht in einem Kurs an einer internationalen Jazzakademie.
- 2013: Matthias Lindermayr (Trompete), 1. Preis; Martin Seitz (Saxophon), 2. Preis; Andreas Unterreiner (Trompete), 3. Preis.
- 2015: Leopold Betzl (Piano), 1. Preis; Lukas Häfner (Gitarre), 2. Preis; Jakob Lakner (Klarinette), 3. Preis
- 2017: Moritz Stahl (Saxophon), 1. Preis; Zhitong Xu (Schlagzeug), 2. Preis; Rebecca Trescher (Klarinette), 3. Preis. Ehrengast auf dem Preisträgerkonzert war Klaus Doldinger.
- 2019: Svetlana Marinchenko (Piano), 1. Preis; Gero Hensel (Trompete), 2. Preis; Vincent Eberle (Trompete, Komposition), 3. Preis.
- 2021: Shuteen Erdenebaatar (Piano, Komposition), 1. Preis; Munguntovch Tsolmonbayar (Kontrabass), 2. Preis; Alma Naidu (Vokal), 3. Preis.
- 2023: Elias Prinz (Gitarre), 1. Preis;  Minchan Kim (Schlagzeug), 2. Preis; Tom Förster (Saxophon), 3. Preis

## Werke (Auswahl)
- 1984: 1000 Rhythmus-Patterns: Mit Jazz-Phrasierung
- 1986: Swing Sweetly
- 1989: Nice & Sweet
- 1991: 3 Count 4
- 1992: Drive In
- 1994: Double Trouble